# Латроб (река)
Латроб (англ. Latrobe River, реже La Trobe или LaTrobe) — река в регионе Гипсленд, штат Виктория, Австралия.

## География
Латроб берёт своё начало на плато Бау-Бау в одноимённом национальном парке примерно в 7 километрах к северо-востоку от городка Пауэллтаун. Общее направление течения — с запада на восток. Почти на всём своём протяжении протекает по одноимённой долине, известной тем, что в ней добывают 90—98,5 % бурого угля всей Австралии. Длина реки — 271 километр. Средний расход воды — 104 м³/с. Высота истока — 764 м над уровнем моря. Уклон реки — 2,81 м/км.
Более-менее крупные населённые пункты на реке — Сейл, Мо, Ньюборо и Яллорн-Норт: у трёх последних в 1976—1983 годах сооружено водохранилище Нарракан. На своём пути Латроб протекает через национальный парк «Озёра» и прибрежный парк «Озёра Гипсленда». В 3 километрах к югу от города Сейл через реку перекинут стальной мост Сейл-Суинг. Построенный в 1883 году, он известен тем, что стал первым поворотным мостом в Виктории.
Латроб впадает в озеро Веллингтон — крупнейшее среди нескольких озёр, лагун и болот, известных под общим названием Озёра Гипсленд.
Крупнейшие притоки
Левые: Пайонир-Крик, Ада, Туронго, Лох, Танджил, Тайерс, Томсон, Эвон

Правые: Моруэлл.

## Этимология
Исконное название реки на языке местных аборигенов гунаи (брайякаулунг) — Дуртъован, что означает «палец»; и Танджил (значение слова неизвестно). В 1841 году один из первых поселенцев, Уильям Адамс Бродрибб, дал этой реке новое имя в честь Чарльза ла Троба, в будущем первого лейтенант-губернатора Виктории, а в то время лейтенант-губернатора района Порт-Филлип. Тем не менее, есть данные, что годом ранее исследователь Ангус Макмиллан уже дал название этой реке Гленгэрри. В настоящее время наблюдается некоторое противоречие: федеральное агентство именует эту реку как La Trobe River, реже как LaTrobe River, а правительство штата поддерживает написание Latrobe River.